# Avocado Heights
Avocado Heights est une census-designated place de Californie située dans le comté de Los Angeles, aux États-Unis. Lors du recensement de 2010, sa population s’élevait à 15 441 habitants, majoritairement mexicano-américains.

## Démographie
| Groupe            | Avocado Heights | Californie | États-Unis |
| ----------------- | --------------- | ---------- | ---------- |
| Blancs            | 55,6            | 57,6       | 72,4       |
| Autres            | 30,8            | 17,4       | 6,4        |
| Asiatiques        | 8,8             | 13,1       | 4,8        |
| Métis             | 3,3             | 4,9        | 2,9        |
| Afro-Américains   | 0,9             | 6,2        | 12,6       |
| Amérindiens       | 0,7             | 1,0        | 0,9        |
| Total             | 100             | 100        | 100        |
|                   |                 |            |            |
| Latino-Américains | 82,1            | 37,6       | 16,7       |

En 2010, les Mexicano-Américains représentent 73 % de la population totale de la ville.
Selon l'American Community Survey, en 2010, 65,32 % de la population âgée de plus de 5 ans déclare parler l'espagnol à la maison, 27,27 % déclare parler l'anglais, 3,59 % une langue chinoise, 1,34 % le vietnamien, 0,90 % le tagalog et 1,58 % une autre langue.
| 1970  | 1980   | 1990   | 2000   | 2010   | - |
| ----- | ------ | ------ | ------ | ------ | - |
| 9 810 | 11 721 | 14 232 | 15 148 | 15 411 | - |

## Climat
| Mois                              | jan. | fév. | mars | avril | mai | juin | jui. | août | sep. | oct. | nov. | déc. | année |
| --------------------------------- | ---- | ---- | ---- | ----- | --- | ---- | ---- | ---- | ---- | ---- | ---- | ---- | ----- |
| Température minimale moyenne (°C) | 9    | 10   | 11   | 12    | 15  | 17   | 18   | 19   | 18   | 16   | 12   | 9    | 13,8  |
| Température maximale moyenne (°C) | 22   | 23   | 24   | 27    | 29  | 32   | 35   | 36   | 35   | 29   | 26   | 22   | 28,3  |
| Précipitations (mm)               | 96   | 89,7 | 67,6 | 23,6  | 8,4 | 1,5  | 0,3  | 0,8  | 4,6  | 7,6  | 30,7 | 61,7 | 417,3 |